# Nosferattus occultus
Nosferattus occultus är en spindelart som beskrevs av Ruiz, Brescovit 2005. Nosferattus occultus ingår i släktet Nosferattus och familjen hoppspindlar. Inga underarter finns listade i Catalogue of Life.